# Svatý Cyriak

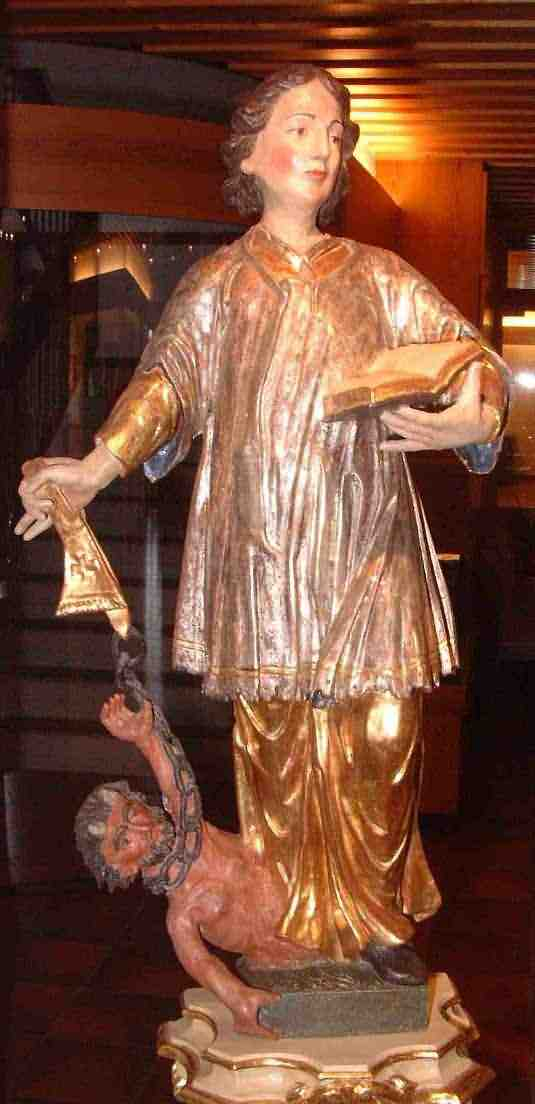
sv. Cyriak

Svatý Cyriak, také Cyriak Římský nebo Kyriak, († kolem r. 309) je svatý jáhen, mučedník a jeden z čtrnácti sv. pomocníků. Církevní svátek má 8. srpna. Pocházel z rodiny vyššího římského důstojníka. Později jej papež sv. Marcelin (296–304) v roce 300 posvětil na jáhna. Jeho hrob je historicky doložen.

## Legenda
Křesťané byli nasazováni na nucené práce v Diokleciánových lázních. Dozorci nakládali s křesťany velice tvrdě. Cyriak a jeho druhové posílali křesťanům potravinovou i peněžitou pomoc, pomáhali zmírnit následky těžkých prací. Cyriak byl za svou činnost uvězněn. Ve vězení uzdravil několik slepců. Pověst o zázračném uzdravení slepců se dostala až k císaři Diokleciánovi. Měl totiž nemocnou dceru, posedlou zlým duchem. Cyriak císařovu dceru uzdravil a ona se dala pokřtít. Po abdikaci Diokleciána nastoupil na trůn císař Maximian. Ten dal Cyriaka předvést před soud a poručil mu, aby obětoval bohům. Podle jiné legendy k zatčení došlo na rozkaz soudce Karpasia. Cyriak odmítl uznat římské bohy, proto na jeho hlavu nechali vylít vařící smolu. Jáhnovi se však nic nestalo. Byl ještě více mučen a později sťat.

## Atributy
Bývá zobrazován jako mladý jáhen s knihou exorcismu, palmou mučedníka, mečem a se spoutaným démonem (nebo drakem). V některých výtvarných dílech je světec vyobrazen s malou nebo velkou dívkou, zřejmě dcerou císaře Diokleciána.

## Patron
Svatý Cyriak je patronem nuceně nasazených osob, pomocník při posedlosti a pokušení. Je patronem řádu Křižovníků s červeným srdcem – cyriaků. Řád byl založen ve 12. století a jeho hlavní náplní byla péče o nemocné.

## Kontroverze
Jeho život, činy a mučednické scény bývají spojovány (zaměňovány) se dvěma dalšími světci toho jména
- Cyriak Římský (†133)
- Jidáš Cyriak (300-363), zvaný také Cyriak z Ancony, Quiriacos z Jeruzaléma, vnuk celníka sv. Zachea, který měl podle Zlaté legendy[2] v Jeruzalémě pomoci císařovně sv. Heleně nalézt Kristův kříž, následně se obrátil na víru, stal se biskupem jeruzalémským a římský císař Julián Apostata ho dal umučit. Není historickými prameny doložen, v té době Jeruzalém neměl biskupa.